# Taffa Cissé
Pour les articles homonymes, voir Cissé.
Taffa Cissé, (né en 1954 sous le nom de Moustapha Cissé au Sénégal) est un percussionniste, auteur, compositeur, interprète et membre du groupe de musique sénégalais Xalam. Il vit a Dakar au Sénégal et en France.

## Carrière
Taffa Cissé, qui est originaire de la Casamance (Sud du Sénégal), a été initié aux percussions dès son plus jeune âge. Il a rapidement été déclaré « Maître Tambour » dans la tradition et la communauté des griots. 
Après le collège il a étudié la musique à l'Institut National des Arts du Sénégal (INAS) à Dakar et a été admis au Théâtre national Daniel Sorano (TNDS) pour rejoindre le Ballet National la Linguère. 
Par la suite, il devient rapidement l'un des plus grands solistes du Sénégal et rejoint, pour travailler comme musicien et compositeur, l'école Mudra Afrique, également connu sous le nom de Centre Africain de Perfectionnement et de Recherche des Interprètes du Spectacle Mudra Afrique, fondé en 1977 par Léopold Sédar Senghor et Maurice Béjart puis dirigé par Germaine Acogny.
En 1979, il est devenu membre (percussionniste, compositeur, auteur et chanteur) du groupe sénégalais Xalam, qui a joué en tournée avec Hugh Masekela et Miriam Makeba. Avec Xalam, qui est surtout populaire en Afrique, mais musicalement très influent dans le monde entier, Cissé a jammé avec Dizzy Gillespie, Stan Getz, Sonny Rollins et d'autres et joué au Horizonte - Festival der Weltkulturen 1979 des Festivals de Berlin (de) ou au Dakar Jazz Festival. 
En 1982, les Rolling Stones ont invité Taffa Cissé à jouer comme percussionniste sur leur album Undercover (of the Night),. Cet album est sorti en 1983. 
En 1984, Taffa Cissé et le groupe Xalam ont été classés avec leur LP Gorée pendant cinq mois dans le Top 5 (albums africains, reggae et folk) du journal Le Monde. Ils ont composé la musique du film français Marche à l'ombre, joué à la Nuit Anti-Apartheid : Hommage à Nelson Mandela à Paris et publié onze albums entre 1975 et 2015,,. 
De 1991 à 2012, Taffa Cissé a été membre et percussionniste fixe du groupe de Jean-Luc Ponty Band, avec qui il a joué des concerts dans le monde entier. Cissé apparaît comme percussionniste sur albums de Jean-Luc Ponty & Band, dont Tchokola (1991), Live at Semper Opera (2002) ou The Atacama Experience (2007).
Il a également collaboré avec diverses stars internationales du Jazz, du Rock ou de la musique africaine comme Al Jarreau, Jean-Philippe Rykiel, Princess Erika, Lââm, Anggun Cipta Sasmi, Julie Zenatti, Carole Fredericks, Nadiya, Mama Keita, Leila Doriane, Nathalie Cardone ou les musiciens Noel Assolo, Olivier Monteil et Jimmy Drouillard.
Depuis, il a travaillé (en tant que musicien et compositeur) à l'ouverture des Jeux olympiques d'été de 1996 à Atlanta, comme compositeur et musicien avec la Compagnie Ebene de la danseuse et chorégraphe burkinabé Irène Tassembédo et comme compositeur et percussionniste avec le metteur en scène Matthias Langhoff en 1997 au Théâtre d'Épidaure en Grèce et en 1999 au Deutsches Theater (Berlin). 
Aujourd'hui, Taffa Cissé vit entre la France et le Sénégal et apparaît régulièrement avec des groupes ou artistes de différents milieux culturels et styles de musique sur la scène internationale. En outre, il compose pour d'autres artistes et participe à de nombreux enregistrements en studio. Il tourne toujours avec son groupe Xalam, qui reste l'un des groupes de musique les plus connus au Sénégal et probablement le plus ancien à toujours partir régulièrement en tournée,.
Maître de percussion de renommée internationale, Cissé donne occasionnellement aussi des cours de percussion et des ateliers de rythme en Europe, Afrique et aux États-Unis.

## Discographie

### AvecThe Rolling Stones
- 1983 : Undercover (of the night)
- 1983 : The Complete Story Of Rolling Stones 18
- 2018 : The Rolling Stones - Studio Albums Vinyl Collection 1971-2016

### AvecJean-Luc Ponty
- 1991 : Tchokola
- 2001 : Life Enigma
- 2002 : Live at Semper Opera
- 2007 : The Atacama Experience
- 2004 : Jean-Luc Ponty in Concert## DVD

### Avec d'autres
- 1979 : Juhani Aaltonen - Springbird
- 1986 : Les Porte-Mentaux - Combat des races
- 1993 : Salif Keita et Steve Hillage - L'Enfant Lion (bande originale du film)
- 1996 : Clement Masdongar - Siya
- 1995 : Yuba - Everybody Nyani-Nyaniv
- 1997 : Meiway - Les génies vous parlent
- 1999 : Eddy Louiss - Sang mêlé
- 2000 : Vanille Attié - Lagondes Horizons
- 2005 : Clara Ponty - Mirror Of Truth
- 2005 : Lura - Di Korpu Ku Alma
- 2005 : Tcheka - Nu Monda
- 2007 : Roger 'Kemp' Biwandu - Influences
- 2005 : Julia Sarr & Patrice Larose - Set Luna
- 2009 : Lura - Eclipse
- 2009 : Eddy Louiss - D'un jour à l'autre ...
- 2020 : Don Pascal - The Dakar Experiment

### AvecXalam
- 1974 - Daîda
- 1979 - Adé (horizontal Berlin)
- 1982 - Africa
- 1984 - Goree
- 1986 - Apartheid
- 1988 - Gêstu-Guèstù
- 1990 - Xariit
- 1994 - Wam Sa Bindam
- 2008 - Live à Montreux
- 2009 - 2A@Z
- 2015 - Waxati